# Amöneburg

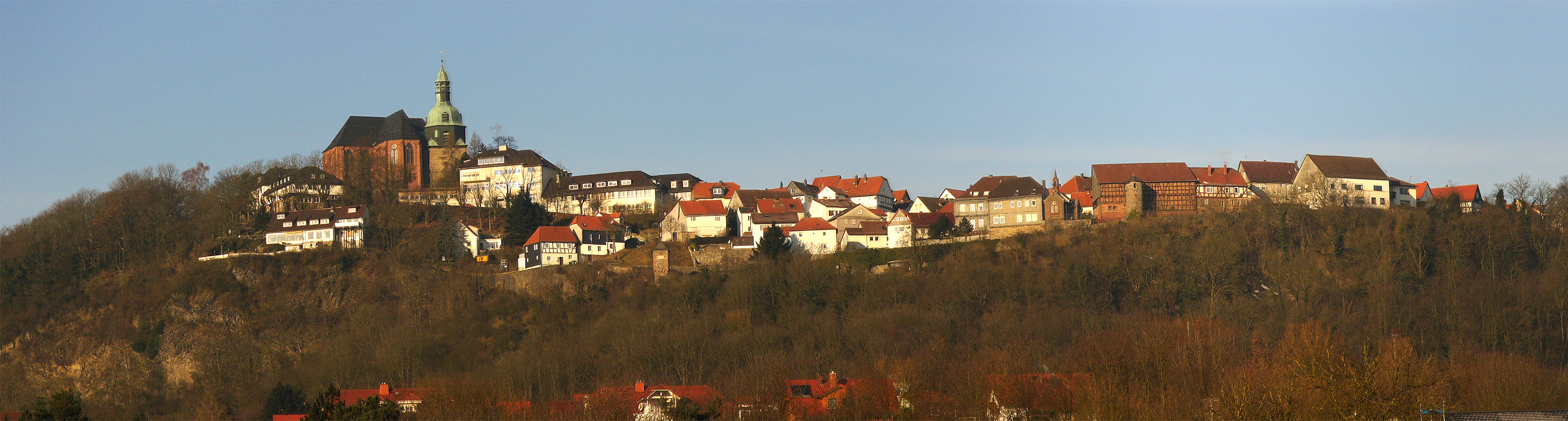
Amöneburg

Amöneburg (API: /aˈmøːnəbʊʁk/) este un oraș din districtul Marburg-Biedenkopf în Hessa, Germania. Este situat într-o zonă muntoasă, în jurul castelului cu același nume (Burg Amöneburg).